# Ecclisopteryx malickyi
Ecclisopteryx malickyi là một loài Trichoptera trong họ Limnephilidae. Chúng phân bố ở miền Cổ bắc.